# CFM國際 LEAP
CFM國際LEAP為一高旁通比的渦扇發動機。此一型發動機目前正由美法合資的CFM國際所研發，使用於空中巴士A320neo、波音737 MAX與中国商飞C919之上。
LEAP全寫是，字面意思「尖端航空推力」，英文縮寫LEAP則解作「飛躍」或「跨越」。

## 設計與發展
LEAP發動機整合了由CFM公司在2005年啓動的LEAP56發展案中所新發展的發動機技術，並於2008年7月13日正式以LEAP-X的名義對外公開。CFM希望此一新型發動機將能成功取代CFM56-5B與CFM56-7B之地位。LEAP發動機不但採用了更多的複合材料，新式的壓縮風扇葉片與第二代的TAPS II燃燒室設計，並能達到高達10-11:1的旁通比與較現今發動機低16%的燃料消耗。
2009年底，中國商飛公司即選定LEAP發動機作為該公司研發中的C919客機之動力來源，中國商飛公司成為第一個使用LEAP發動機的航空公司；此一型150座的雙引擎客機計畫採用LEAP-1C發動機，並於2016年進入商業服務。在空中巴士公開其A320neo計畫後，LEAP-X也將安裝於A320neo上
2011年7月20日，美國航空決定購買100架波音737客機，並採用LEAP-1B發動機作為此型客機之動力，此一計畫在8月30日為波音公司所同意，並更改編號為波音737MAX。西南航空公司將是波音737 MAX的起始客戶，並已向波音公司訂購150架同型客機。
2025年5月，美國商務部暫停LEAP發動機出口至中國商飛公司。

## 使用機型
- 空中巴士A320neo
- 波音737 MAX
- 中國商飛C919

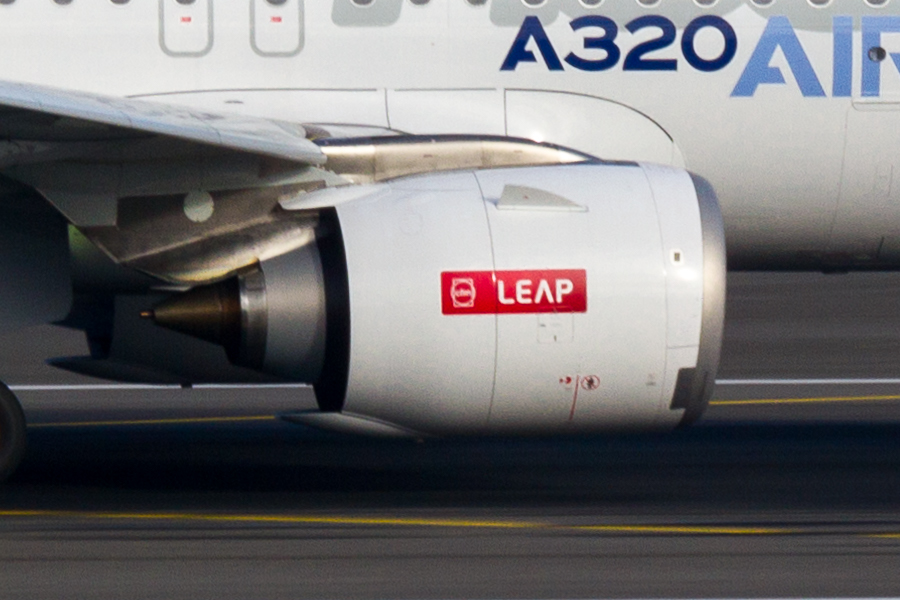
空中巴士A320neo的LEAP-1A
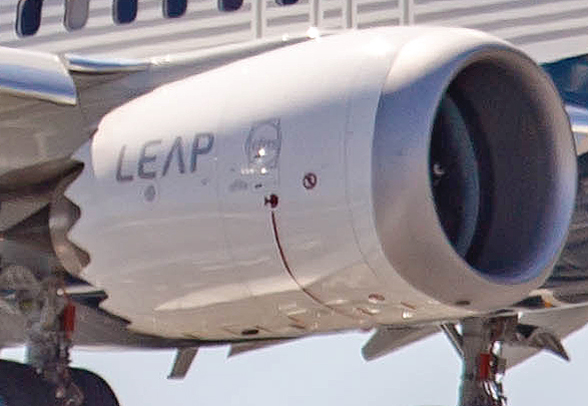
波音737 MAX 9的LEAP-1B形狀為橢圓形，整流罩后部采用与波音787相同设计的锯齿状边缘
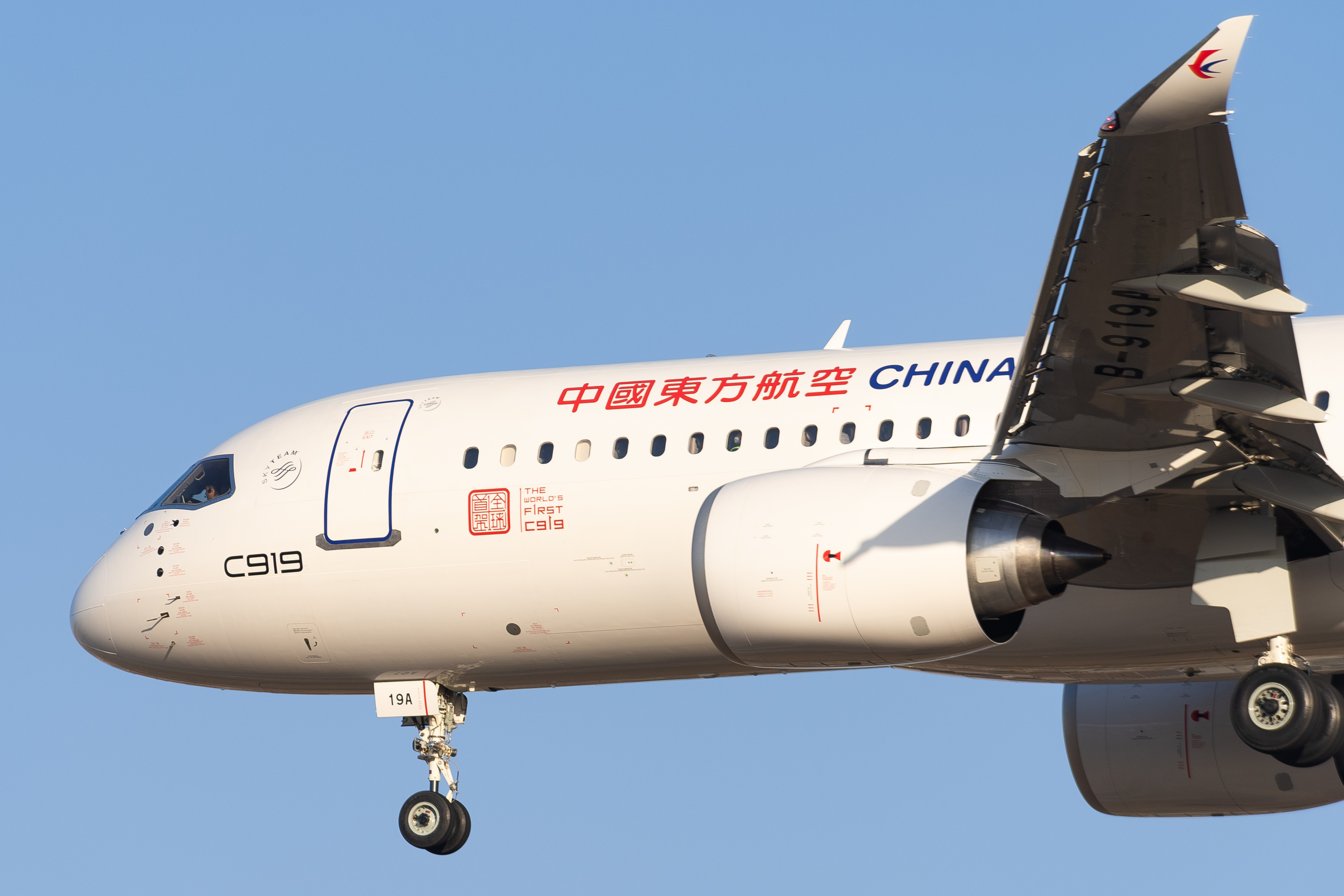
中國商飛C919的LEAP-1C

## 性能
数据来源： CFM國際公司

### 概况
- 类型： 双转子轴流式高涵道比渦扇發動機
- 长度：
- 直径： 1.70—1.98（5英尺7英寸—6英尺6英寸）
- 淨重：

### 组件
- 压缩机： 一級風扇，三級低壓加壓器與10級高壓加压器[7]。
- 燃烧室： 環形燃燒室
- 涡轮： 二級高壓渦輪，五級低壓渦輪

### 性能
- 最大推力： 18,000-35,000 磅., C919型採用的為 25,000-30,000磅推力
- 总压比： 50:1
- 旁通比： 10:1
- 功率重量比：

| 型号                | LEAP-1A                            | LEAP-1B                         | LEAP-1C                             |
| ------------------- | ---------------------------------- | ------------------------------- | ----------------------------------- |
| 风扇叶片直径        | 78英寸（1.98）                     | 69.4英寸（1.76）                | 77英寸（1.96）                      |
| 旁通比              | 11:1                               | 9:1                             | 11:1                                |
| 总压比              | 40:1                               | 40:1                            | 40:1                                |
| 长度                | 3.328米（131.0英寸）               | 3.147米（123.9英寸）            | 4.505米（177.4英寸）                |
| 最大宽度            | 2.533—2.543米（99.7—100.1英寸）    | 2.421米（95.3英寸）             | 2.659米（104.7英寸）                |
| 最大高度            | 2.368—2.362米（93.2—93.0英寸）     | 2.256米（88.8英寸）             | 2.714米（106.9英寸）                |
| 重量                | 2,990—3,153（6,592—6,951磅） (Wet) | 2,780（6,130磅） (Dry)          | 3,929—3,935（8,662—8,675磅） (Wet)  |
| 最大转速            | 低压 : 3894, 高压 : 19391          | 低压 : 4586, 高压 : 20171       | 低压 : 3894, 高压 : 19391           |
| 推力                | 24,500—35,000 lbf（109—156 kN）    | 23,000—28,000 lbf（100—120 kN） | 27,980—30,000 lbf（124.5—133.4 kN） |
| 燃油消耗(CFM56-7BE) | ~ -15%                             | ~ -15%                          | ~ -15%                              |
| Stage count         | 1-3-10-2-7                         | 1-3-10-2-5                      | 1-3-10-2-7                          |
| 适用机型            | 空中巴士A320neo系列                | 波音737MAX系列                  | 中國商飛C919                        |
| 使用年份            | 2016                               | 2017                            | 2018                                |

## 外部連結
- CFM LEAP page（页面存档备份，存于）
- CFM Unveils New LEAP-X Engine
- CFM ready to advance LEAP-X schedule; opens way for 737RE（页面存档备份，存于）
- A320 re-engine decision in 2010（页面存档备份，存于）
- Plane makers switch to cleaner engines（页面存档备份，存于）